# ソーラーアーク
ソーラーアーク（Solar Ark）は、三洋電機が2002年に開館した太陽光発電施設である。

## 概要
会社設立50周年記念事業として2001年12月21日に岐阜事業所に竣工した。発案者は井植敏、請負業者は鹿島建設。「アーク」とは箱船を意味し、「21世紀に力強く船出する箱船」をイメージしており、全体を4本の柱のみで支え、地上に浮遊したような構造となっている。
太陽電池パネルは2000年に同社の太陽電池不正販売事件で回収したものが使用されている。また、東海道新幹線の沿線（岐阜羽島駅〜米原駅）に位置し、名神高速道路からも遠望できる。夜になると総数77,200個にのぼるLED照明の演出を魅せていた。
施設内には太陽電池科学館ソーラーラボ（2002年4月1日開館、現在は閉館。）があり、太陽光発電と環境問題に特化した展示をしていた。
2009年7月までは一般公開され、入館料は無料で午前9時30分から午後4時30分まで開館していた。休館日は毎週月曜日で、月曜日が祝日の場合は翌日が休館日となっていた。2009年からは団体客のみを受け入れていた。
施設中央部には、130トンの水を貯えた池、長さ40m×高さ2.35mの滝、高さ5mの噴水から構成されるウオーターデザインを配置し、「箱船」の瑞々しい生命感をもたらしていた。また、水質浄化システムとして水を電気分解し、電解次亜塩素酸を発生させレジオネラ菌を防ぐ「三洋アクアクリーンシステム」を導入していた。
2011年8月、中央に掲げられていた「SANYO」ロゴを新パナソニックグループ発足を機に「Panasonic」ロゴへと改めた。
2022年、パナソニックホールディングスは土地の売却を決定し、大阪府の不動産会社に譲渡した。ソーラーアークの太陽光発電機能は同年夏に停止し、ロゴも撤去され、正面玄関口も封鎖された。
2023年時点では周囲の建物が解体されており、2024年7月末までにソーラーアーク自体も解体予定となっていたが、不動産会社は2024年12月に旧三洋電機岐阜事業所跡地の北半分（全体の6割）を不動産開発のUIJAPANに売却。南半分（全体の4割）は引き続き所有し、ソーラーアークは取り壊さず、活用方法を検討することを発表している。

## 仕様
仕様は、以下の通りである。
- 構造：鉄骨造立体トラス構造
- 築造面積：3294.48m2（996.58坪）
- 南面総面積：約7500m2（2269坪）
- 大きさ：全長315m
- 高さ：31.6m（中央部）～37.1m（最高部）
- 巾：上部4.3m～下部13.7m
- 両端部下弦地上高さ：20m
- 柱スパン：長辺方向126.6m×短辺方向13.7m
- キャンティレバー：（はねだし寸法）94.2m
- 重さ：3000トン
- 太陽電池：単結晶シリコン太陽電池
  - パネル枚数：5,046枚（パネル一枚：幅1320mm×高895mm×厚35mm）
  - 最大出力：630kW
  - 年間発電量：約53万kWh

## 受賞
- 2002年 グッドデザイン賞（建築・環境デザイン部門）[10]

## ギャラリー

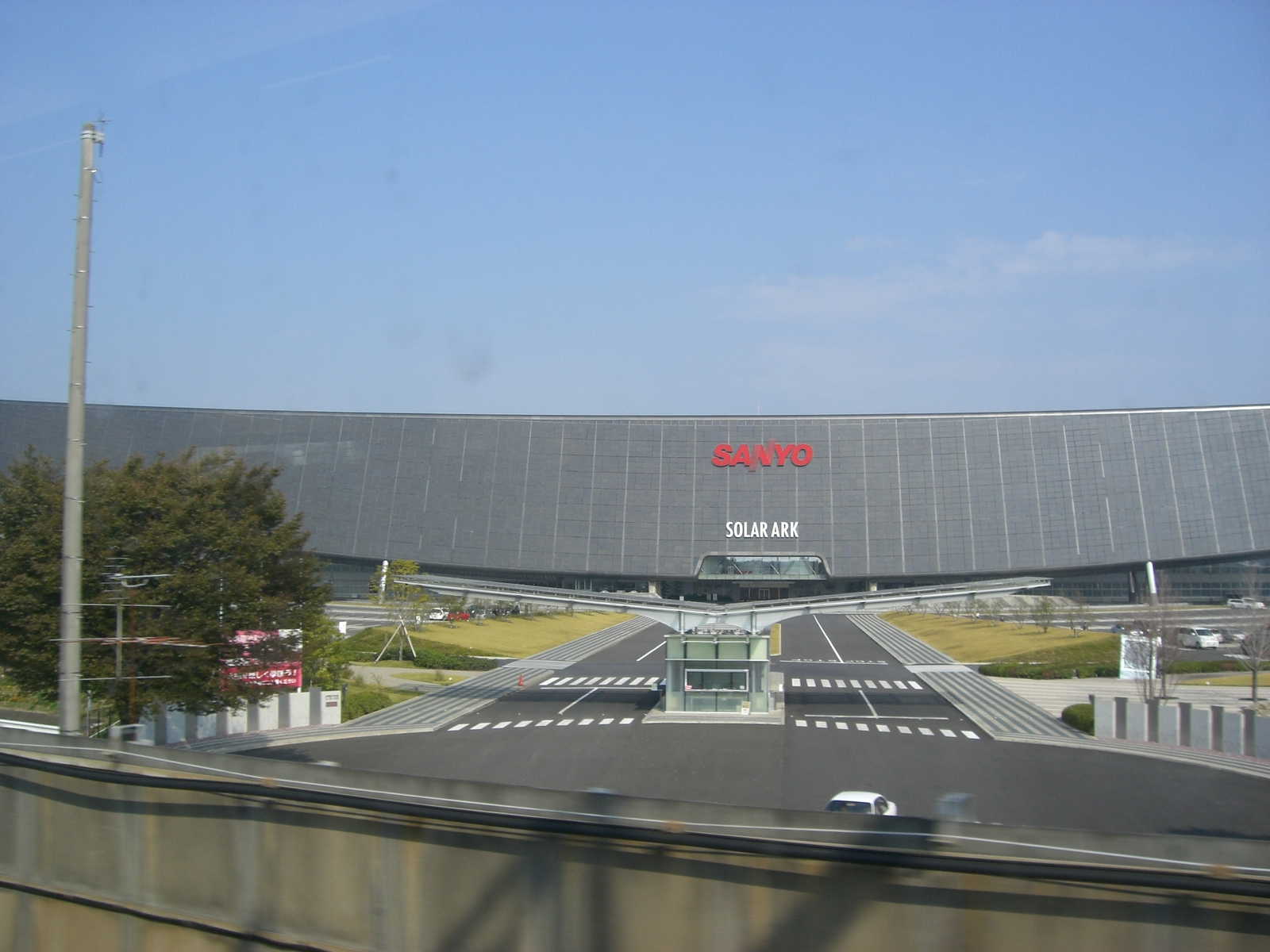
東海道新幹線の車内より（2006年11月）
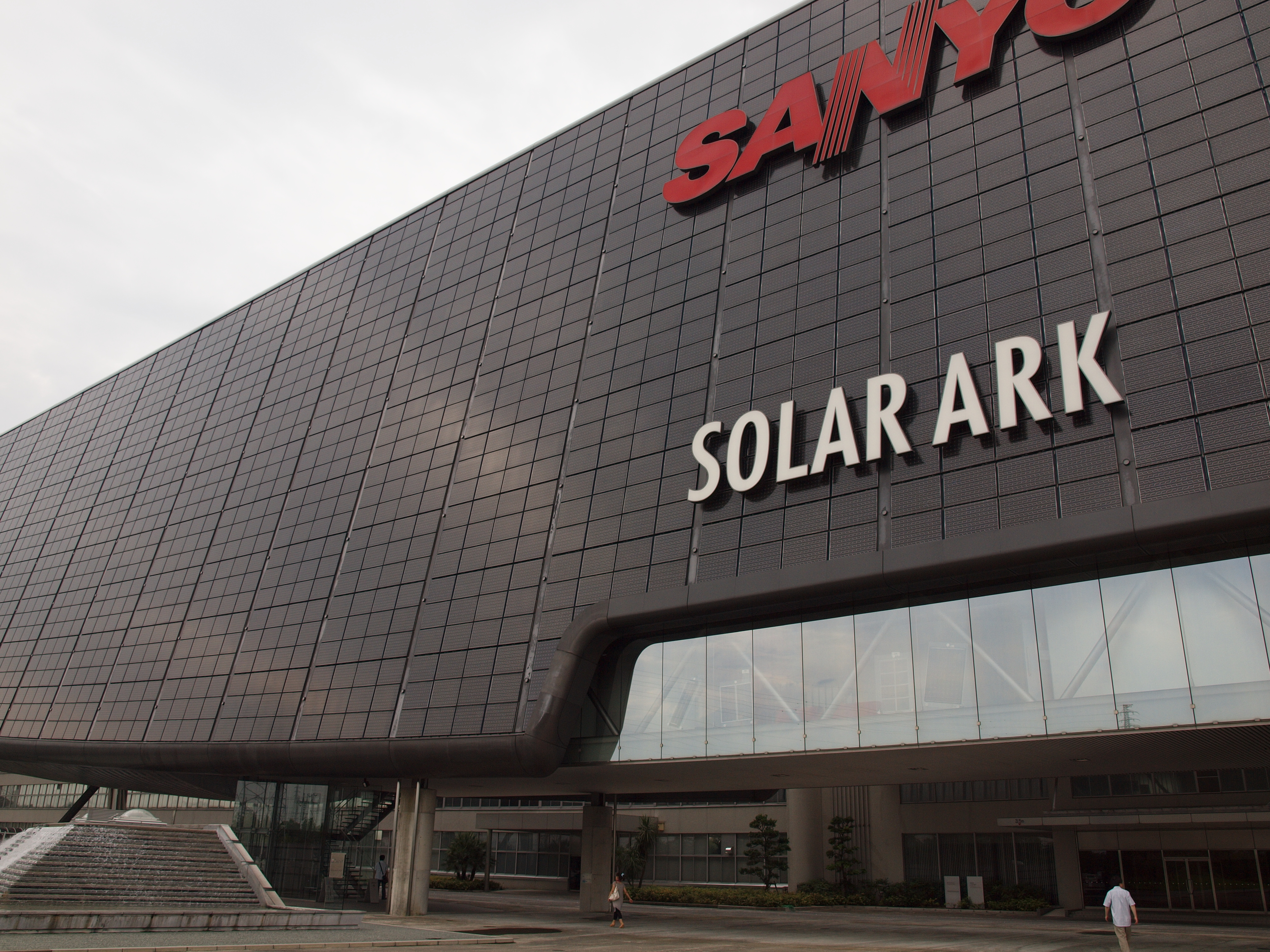
接写（2009年7月）
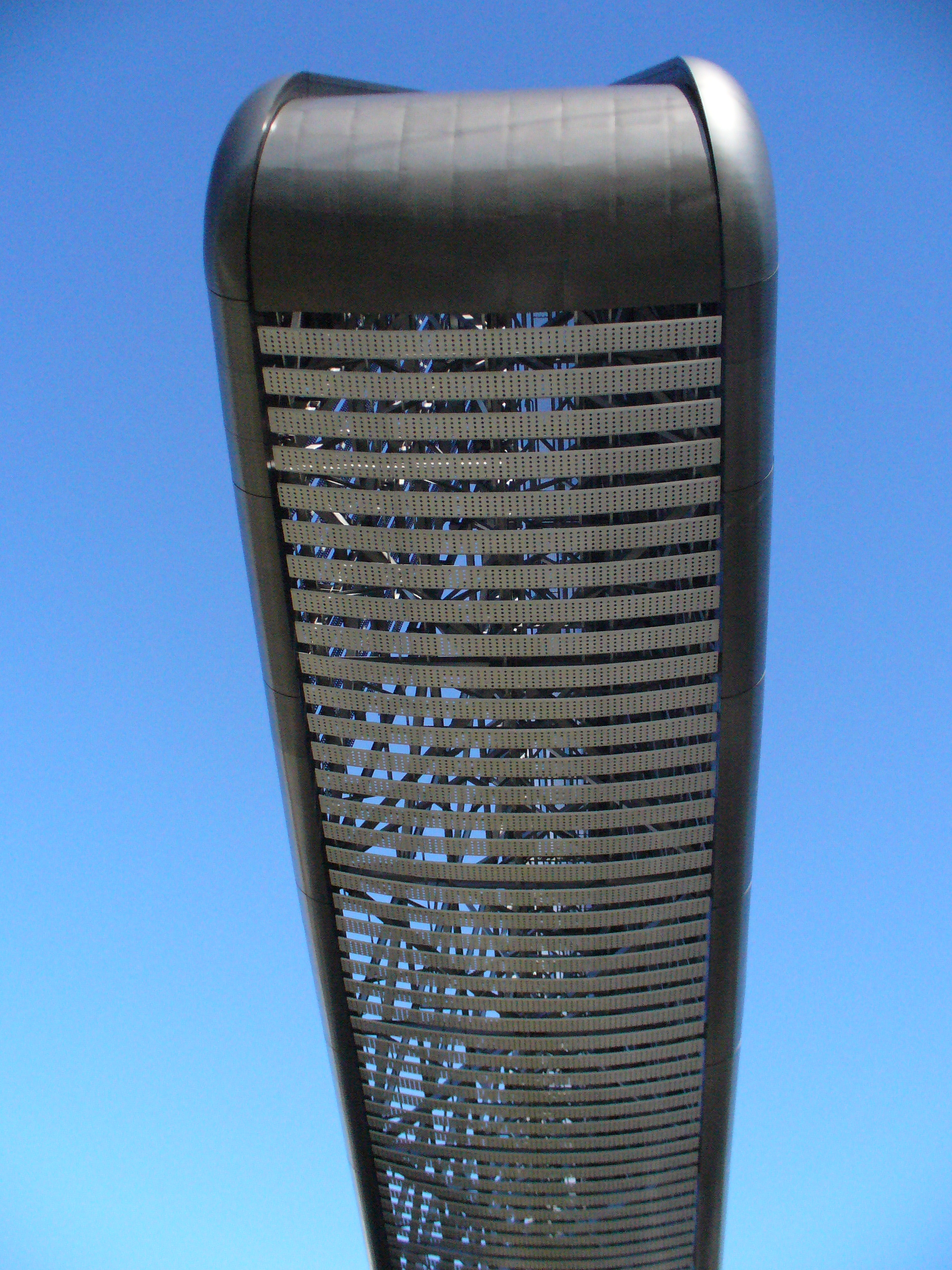
下から撮影（2005年5月）
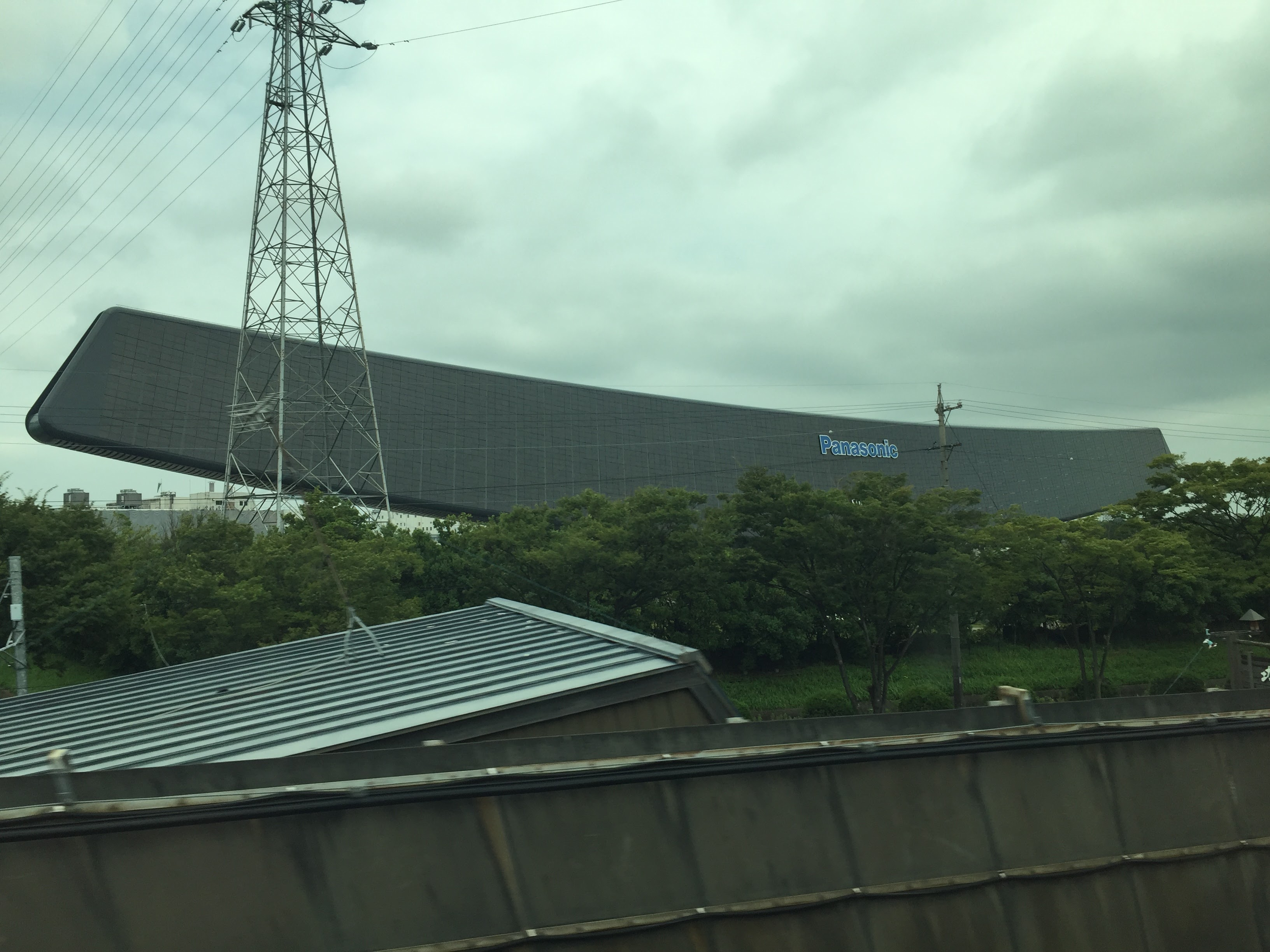
2011年8月以降、中央のロゴは「Panasonic」になっていた（2016年7月）